# Чилипи
Чилипи су насељено место у саставу општине Конавле, Дубровачко-неретванска жупанија, Република Хрватска.

## Географски положај
Насеље Чилипи се налази на југозападном рубу Конавоског поља, 22 км од Дубровника, а 5 од Цавтата. Код Чилипа, на заравњеном крашком простору, подигнут је међународни Аеродром Дубровник, отворен за саобраћај 1962. године. Становништо Чилипа се бави пољопривредом и виноградарством. Познати су по сликовитој народној ношњи и дугом културном наслеђу.

## Историја
До територијалне реорганизације у Хрватској налазили су се у саставу старе општине Дубровник.
Чилипи су од 1426. године постали део Дубровачке републике. Заштитник насеља је Свети Никола.

## Становништво
На попису становништва 2011. године, Чилипи су имали 933 становника.
| Број становника по пописима | Број становника по пописима | Број становника по пописима | Број становника по пописима | Број становника по пописима | Број становника по пописима | Број становника по пописима | Број становника по пописима | Број становника по пописима | Број становника по пописима | Број становника по пописима | Број становника по пописима | Број становника по пописима | Број становника по пописима | Број становника по пописима | Број становника по пописима |
| --------------------------- | --------------------------- | --------------------------- | --------------------------- | --------------------------- | --------------------------- | --------------------------- | --------------------------- | --------------------------- | --------------------------- | --------------------------- | --------------------------- | --------------------------- | --------------------------- | --------------------------- | --------------------------- |
| 1857                        | 1869                        | 1880                        | 1890                        | 1900                        | 1910                        | 1921                        | 1931                        | 1948                        | 1953                        | 1961                        | 1971                        | 1981                        | 1991                        | 2001                        | 2011                        |
| 867                         | 822                         | 821                         | 889                         | 860                         | 844                         | 813                         | 871                         | 837                         | 802                         | 781                         | 771                         | 806                         | 867                         | 838                         | 933                         |

Напомена: У 1869. и 1880. исказивано под именом Доња Гора.

### Попис1991.
На попису становништва 1991. године, насељено место Чилипи је имало 867 становника, следећег националног састава:
| Попис 1991.‍  | Попис 1991.‍  | Попис 1991.‍ | Попис 1991.‍ | Попис 1991.‍ |
| ------------ | ------------ | ----------- | ----------- | ----------- |
|              |              |             |             |             |
| Хрвати       | Хрвати       |             | 816         | 94,11%      |
| Срби         | Срби         |             | 13          | 1,49%       |
| Црногорци    | Црногорци    |             | 7           | 0,80%       |
| Југословени  | Југословени  |             | 3           | 0,34%       |
| Муслимани    | Муслимани    |             | 2           | 0,23%       |
| Немци        | Немци        |             | 2           | 0,23%       |
| Мађари       | Мађари       |             | 1           | 0,11%       |
| Словенци     | Словенци     |             | 1           | 0,11%       |
| остали       | остали       |             | 1           | 0,11%       |
| неопредељени | неопредељени |             | 8           | 0,92%       |
| регион. опр. | регион. опр. |             | 6           | 0,69%       |
| непознато    | непознато    |             | 7           | 0,80%       |
| укупно: 867  |              |             |             |             |